# Neotroponiscus plaumanni
Neotroponiscus plaumanni is een pissebed uit de familie Bathytropidae. De wetenschappelijke naam van de soort is voor het eerst geldig gepubliceerd in 1960 door Andersson.